# Mikhail Bogin
Mikhail Bogin (russisk: Михаил Синаевич Богин) (født 4. april 1936 i Kharkiv i Ukrainske SSR) er en sovjetisk filminstruktør og manuskriptforfatter.

## Filmografi
- O ljubvi (О любви, 1970)[1][2]
- Isjju tjeloveka (Ищу человека, 1973)